# 城关镇 (内黄县)
城关镇，是中华人民共和国河南省安陽市内黄县下辖的一个乡镇级行政单位。

## 行政区划
城关镇下辖以下地区：
东风社区、南关社区、南庄社区、西街社区、西后街社区、北街社区、北关社区、北杨庄社区、关庄社区、赵庄社区、宛庄社区、西关北社区、西关南社区、北张村、刘庄村、南张村、李庄村、司杨庄村、西柴庄村、东柴庄村、胡庄村、支庄村、司马村、张庄村、黎庄村、杨刘庄村、高庙村、前位庄村、后位庄村、小寨村、西丈保村、东丈保村、马井村、陈营村、北丈保村、碾头村、朱小汪村、王小汪村、李小汪村、常小汪村、东长固村、卞庄村、南王庄村、南长固村、西长固村、丁庄村、段庄村、杜村、杜庄村、王七庄村、郭庄村、真武庙村、王思庄村、明庄村、五里庄村、北王庄村和康庄村。